# Anabasis syriaca
Anabasis syriaca är en amarantväxtart som beskrevs av Modest Mikhaĭlovich Iljin. Anabasis syriaca ingår i släktet Anabasis och familjen amarantväxter. Inga underarter finns listade i Catalogue of Life.